# Cao miao
 (octobre 2022).
Si vous disposez d'ouvrages ou d'articles de référence ou si vous connaissez des sites web de qualité traitant du thème abordé ici, merci de compléter l'article en donnant les références utiles à sa vérifiabilité et en les liant à la section « Notes et références ».
Le cao miao (autres appellations : mjiuniang) est une langue parlée dans le Xian de Liping, au sud-est de la province du Guizhou, dans le Xian autonome dong de Tongdao dans la province du Hunan, et dans le Xian autonome dong de Sanjiang au nord-est du Guangxi, en Chine.
Les locuteurs font partie de la nationalité Miao (certains sont des Hmongs). Toutefois, le cao miao appartient à la branche dite « kam-taï » des langues taï-kadaï. C'est une langue tonale à 6 tons.